# Haworthiopsis attenuata
Haworthiopsis attenuata, anteriormente Haworthia attenuata, es una de las especies de Haworthiopsis de cultivo más frecuente como planta de interior. Es originaria de Cabo Oriental, Sudáfrica.

## Descripción

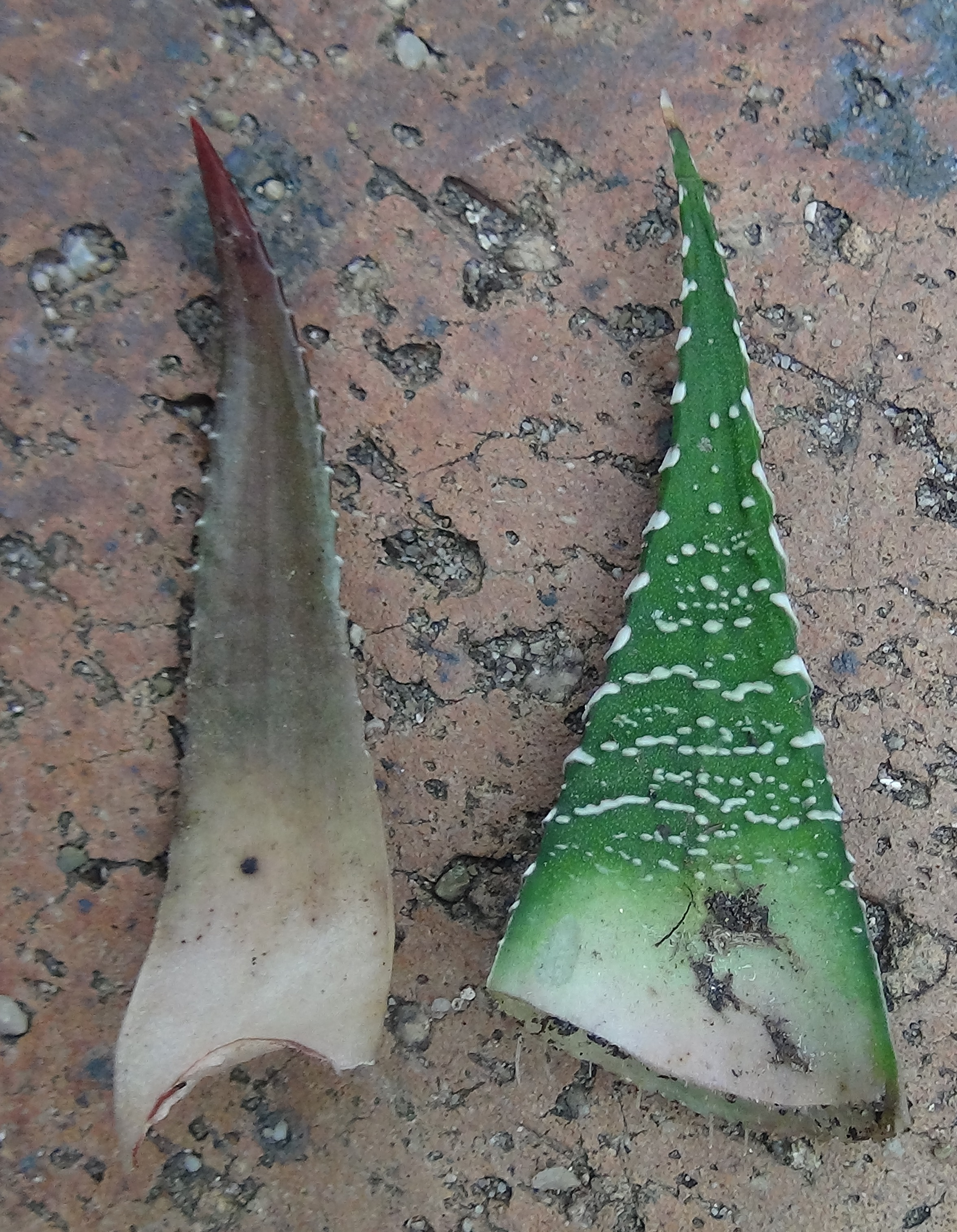
Una comparación de las caras externas de las hojas de H. fasciata (izquierda) y H. attenuata (derecha), mostrando la cara externa tuberculosa distintiva de H. attenuata.

Suculenta de porte bajo (6-13 cm, ocasionalmente 25cm) y crecimiento lento. Forma una roseta basal, prácticamente acaule, de unos 6 a 12 cm de diámetro que emite hijuelos desde la base llegando a formar densos grupos. Las hojas, de color verde oscuro, son cóncavas y delgadas. Están cubiertas por un característico diseño de protuberancias blancas (tubérculos) en forma de banda, normalmente horizontales en la cara externa y transversales en la interna. No obstante, es una especie polimorfa, por lo que hay diferencias entre las variedades en el patrón de los tubérculos y el color de la hoja, incluso entre plantas jóvenes y adultas.
La inflorescencia surge, como en el resto del género, sobre un tallo de unos 30 cm, con las pequeñas flores blanco verdosas sobre el extremo final. Son tubulares y con tépalos revolutos.
Se suele confundir con el más raro Haworthiopsis fasciata, al que se parece mucho. Sin embargo, Haworthiopsis attenuata se puede distinguir fácilmente por sus tubérculos blancos, que se encuentran en ambas caras de sus hojas (H. fasciata tiene tubérculos sólo en el envés, con una superficie superior lisa de sus hojas). Una distinción fundamental es que las hojas de Haworthiopsis attenuata no son fibrosas. Además, las hojas de H.attenuata son a menudo (aunque no siempre) más largas, más delgadas y más extendidas.

## Variedades  aceptadas
- Haworthiopsis attenuata var. attenuata. Variedad tipo.[5]
- Haworthiopsis attenuata var. glabrata[6]
- Haworthiopsis attenuata var. radula.[7] Se diferencia de la especie en tener las hojas más largas y delgadas, y tubérculos más pequeños y numerosos. Se localiza solamente en un área pequeña de Cabo Oriental.[8]

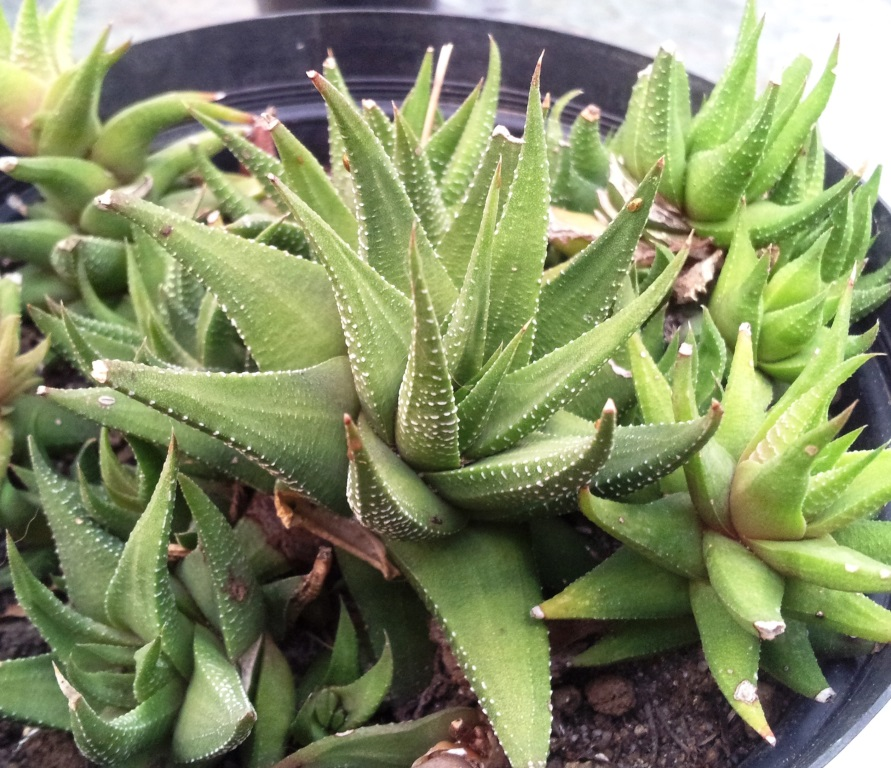
H. attenuata var. Glabrata
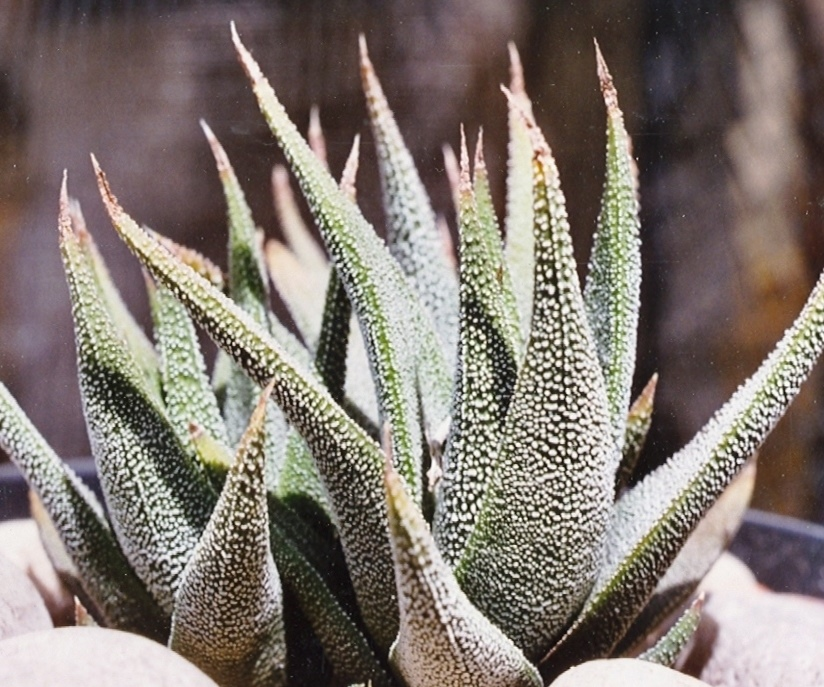
H. attenuata var. radula